# Selton Mello

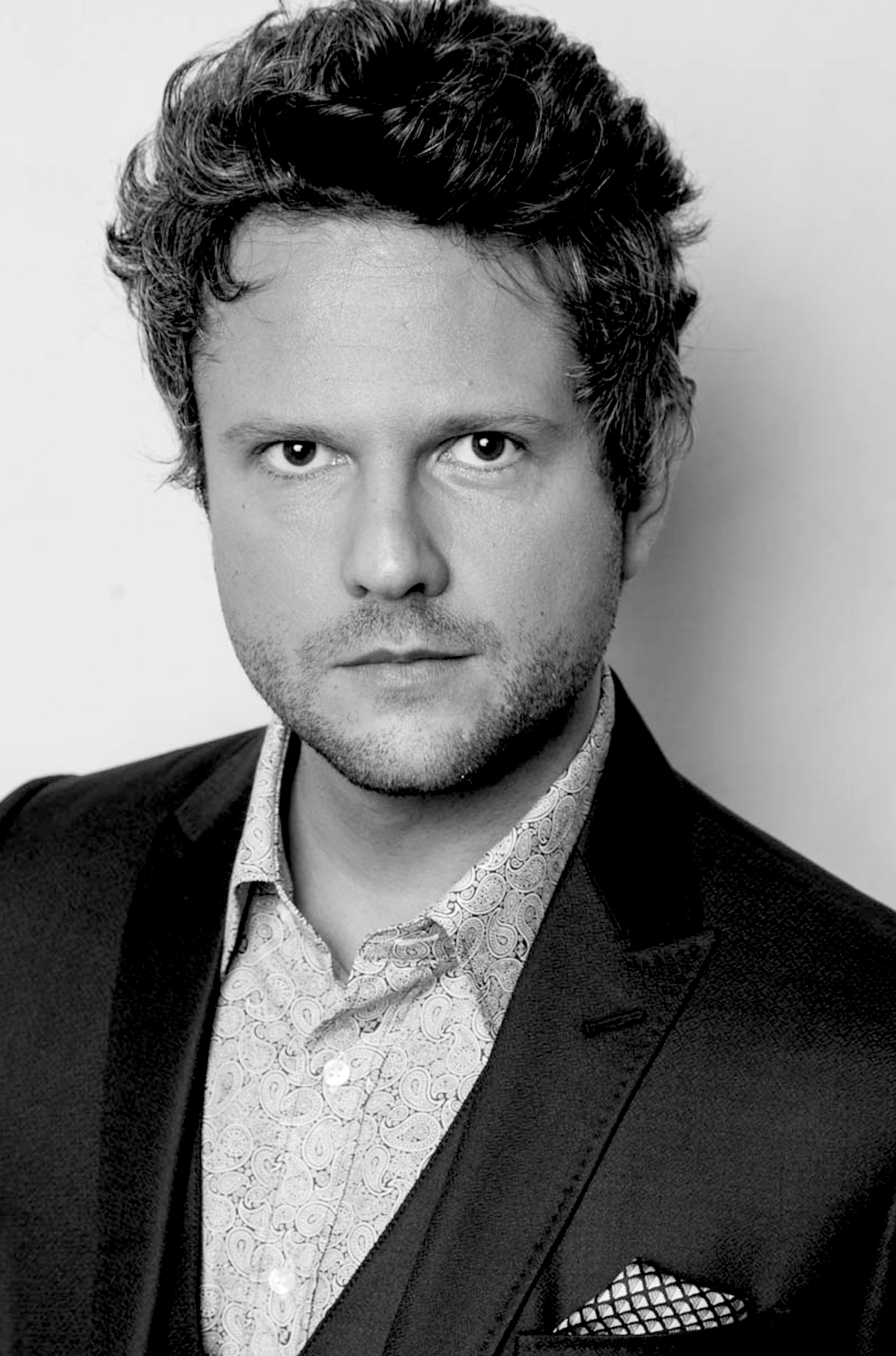
Selton Mello (2020)

Selton Mello (gebürtig Selton Figueiredo Melo; * 30. Dezember 1972 in Passos, Minas Gerais) ist ein brasilianischer Schauspieler, Synchronsprecher, Drehbuchautor und Regisseur.

## Leben
Bereits in früher Jugend trat er in verschiedenen brasilianischen Fernsehproduktionen auf. Als Synchronsprecher arbeitete er an den portugiesischen Versionen von Filmen wie Police Academy, The Goonies oder Karate Kid II. 1990 trat er in Uma Escola Atrapalhada erstmals in einem Spielfilm auf. Im Jahr 2000 erhielt er die Hauptrolle in der Miniserie A Invenção do Brasil.
Von 2004 bis 2008 moderierte er auf Canal Brasil die Kultursendung Tarja Preta.
In der Fernsehserie O Sistema übernahm er 2007 die Hauptrolle des Matt. 2008 gab Mello mit Feliz Natal sein Debüt als Regisseur eines Spielfilms. Parallel drehte er Musikvideos mit brasilianischen Künstlern wie Ira!, Nasi oder Ana Cañas.
Im Jahr 2009 spielte er in Jean Charles die Rolle des Jean Charles de Menezes, der von der britischen Polizei mit einem Terroristen verwechselt und bei einem Anti-Terroreinsatzes am 22. Juli 2005 in London erschossen wurde.
Seinen größten Erfolg feierte Mello 2011 mit dem Film O Palhaço (internationaler Titel The Clown), bei dem er für das Drehbuch, die Regie und die Hauptrolle verantwortlich zeichnete. O Palhaço wurde von den Kritikern sehr positiv aufgenommen und erreichte insgesamt 1,5 Mio. Kinozuschauer in Brasilien. Er erhielt zahlreiche nationale und internationale Preise. Beim Grande Prêmio do Cinema Brasileiro 2012 wurde der Film in insgesamt 12 Kategorien ausgezeichnet, darunter der für den Besten Film. Der Film wurde auch als brasilianischer Beitrag für den Besten fremdsprachigen Film bei der Oscarverleihung 2013 eingereicht, kam jedoch nicht auf die finale Shortlist.
Im Jahr 2022 wurde er in die Academy of Motion Picture Arts and Sciences (AMPAS) berufen, die alljährlich die Oscars vergibt.

## Filmografie (Auswahl)
Schauspieler
- 1981: Dona Santa (Fernsehserie, 1 Episode)
- 1983: Braço de Ferro (Fernsehserie, 1 Episode)
- 1984: Corpo a Corpo (Fernsehserie, 1 Episode)
- 1986: Sinhá Moça (Fernsehserie, 1 Episode)
- 1988: Grupo Escolacho (Fernsehfilm)
- 1990: Uma Escola Atrapalhada
- 1992: Pedra Sobre Pedra (Fernsehserie, 1 Episode)
- 1993: Você Decide (Fernsehserie, 1 Episode)
- 1993: Olho no Olho (Fernsehserie, 1 Episode)
- 1994: Lamarca
- 1994: Tropicaliente (Fernsehserie, 1 Episode)
- 1995: A Próxima Vítima (Fernsehserie, 1 Episode)
- 1996: A Comédia da Vida Privada (Fernsehserie, 2 Episoden)
- 1997: A Indomada (Fernsehserie, eine Episode)
- 1997: Vier Tage im September (O Que É Isso, Companheiro?)
- 1997: Guerra de Canudos
- 1999: O Auto da Compadecida (Miniserie)
- 1999: Força de Um Desejo (Fernsehserie, 1 Episode)
- 2000: A Invenção do Brasil (Miniserie)
- 2000: Retrato Falado (Fernsehserie, 1 Episode)
- 2000: O Auto da Compadecida
- 2000: Brava Gente (Fernsehserie, 1 Episode)
- 2001: Os Maias (Miniserie)
- 2001: Lavoura Arcaica
- 2001: Caramuru – A Invenção do Brasil
- 2001–2003: Os Normais (Fernsehserie, 9 Episoden)
- 2003: Lisbela e o Prisioneiro
- 2003: Garotas do ABC
- 2004: Nina
- 2004: Sitcom.br (Fernsehserie, 1 Episode)
- 2004: Os Aspones (Fernsehserie, 7 Episoden)
- 2005: Árido Movie
- 2005: O Coronel e o Lobisomem
- 2006: O Cheiro do Ralo
- 2007: O Sistema (Fernsehserie, 6 Episoden)
- 2008: Meu Nome Não É Johnny
- 2008: Os Desafinados
- 2008: A Erva do Rato
- 2009: A Mulher Invisível
- 2009: Jean Charles
- 2010: Reflexões de um Liquidificador
- 2010: A Cura (Fernsehserie, vier Episoden)
- 2010: The Outlaw – Krieger aus Leidenschaft (Lope)
- 2010: Federal
- 2011: O Palhaço
- 2011: A Mulher Invisível (Fernsehserie, 13 Episoden)
- 2012: Billi Pig
- 2012: Reis e Ratos
- 2013: Uma História de Amor e Fúria (Stimme)
- 2014: Trash
- 2015: Meu Amigo Hindu
- 2016: Ligações Perigosas (Miniserie, 10 Episoden)
- 2017: Soundtrack
- 2017: O Filme da Minha Vida
- 2017: Lino – Ein voll verkatertes Abenteuer (Lino: Uma Aventura de Sete Vidas, Stimme)
- 2017: Treze Dias Longe do Sol (Miniserie, 10 Episoden)
- 2018–2019: O Mecanismo (Fernsehserie, 14 Episoden)
- 2019: Sessão de Terapia (Fernsehserie, 35 Episoden)
- 2024: Für immer hier (Ainda estou aqui / I’m Still Here)

Regisseur
- 2004: Tarja Preta (Fernsehserie, 1 Episode)
- 2008: Feliz Natal
- 2011: A Mulher Invisível (Fernsehserie, 1 Episode)
- 2011: O Palhaço
- 2012–2019: Sessão de Terapia (Fernsehserie, 150 Episoden)
- 2017: O Filme da Minha Vida

Drehbuchautor
- 2008: Feliz Natal
- 2011: O Palhaço
- 2017: O Filme da Minha Vida